# Helcita nitagalensis
Helcita nitagalensis är en insektsart som först beskrevs av Kirby 1891.  Helcita nitagalensis ingår i släktet Helcita och familjen Derbidae. Inga underarter finns listade i Catalogue of Life.